# Кастровиррейна (провинция)
Кастровиррейна (исп. Castrovirreyna) — одна из 7 провинций перуанского региона Уанкавелика. Столица — одноимённый город. Площадь составляет 3985 км²; население — 20 018 человек. Средняя плотность населения — 5,12 чел/км².

## Административное деление
В административном отношении делится на 13 районов:
- Арма
- Аурауа
- Капильяс
- Кастровиррейна
- Чупамарка
- Кокас
- Уачос
- Уаматамбо
- Мольепампа
- Сан-Хуан
- Санта-Ана
- Тантара
- Тикрапо